# Une chambre pour quatre
Pour plus de détails, voir Fiche technique et Distribution.
Une chambre pour quatre ou Escapade à Reno au Québec (Waking Up in Reno) est un film américain réalisé par Jordan Brady en 2002.

## Synopsis
Deux couples d'amis partent en voyage à Reno. Tout irait pour le mieux si l'un du groupe ne couchait pas avec la femme de l'un d'entre eux.

## Fiche technique
- Titre original : Walking Up in Reno
- Titre français : Une chambre pour quatre
- Titre québécois : Escapade à Reno
- Réalisation : Jordan Brady
- Scénario : Brent Briscoe et Mark Fauser
- Directeur de la photographie : William A. Fraker
- Distribution des rôles : Emily Schweber
- Décors : Jeannine Claudia Oppewall
  - Décorateur de plateau : Jay Hart
- Direction artistique : John DeMeo
- Costumes : Doug Hall
- Montage : Lisa Zeno Churgin
- Musique : Marty Stuart
- Producteurs : Ben Myron, Robert Salerno et Dwight Yoakam
- Sociétés de production : Crossfire Sound & Pictures et Miramax Films
  - Distribution :
- Pays d'origine :  États-Unis
- Genre : Comédie dramatique
- Format : 
  - Image : Couleur – 35 mm – 1,85:1
  - Son : DTS, Dolby Digital et SDDS
- Durée : 91 minutes
- Dates de sortie : 
  -  États-Unis : 25 octobre 2002 (sortie limitée)
  -  France : mars 2010[1] (sortie DVD)

## Distribution
- Natasha Richardson (VQ : Élise Bertrand) : Darlene Dodd
- Billy Bob Thornton (VF : Gérard Darier ; VQ : Éric Gaudry) : Lonnie Earl Dodd
- Patrick Swayze (VF : Richard Darbois ; VQ : Alain Zouvi) : Roy Kirkendall
- Charlize Theron (VF : Anneliese Fromont ; VQ : Christine Bellier) : Candy Kirkendall
- Holmes Osborne (VQ : Mario Desmarais) : Doc Tuley
- Penélope Cruz (VF : Ethel Houbiers ; VQ : Tania Kontoyanni) : Brenda